# Гай Фабриций Лусцин

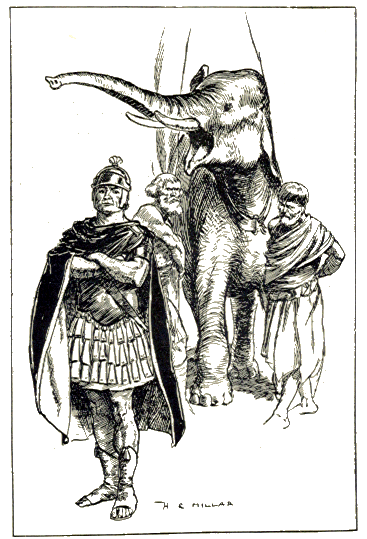
Гай Фабриций Лусцин и слон

Гай Фабри́ций Лусци́н (лат. Gaius Fabricius Luscinus; примерно 313 — после 275 гг. до н. э.) — римский политический деятель из плебейского рода Фабрициев, консул 282 и 278 годов до н. э., цензор 275 года до н. э., прославившийся своими переговорами с Пирром во время Пирровой войны. В античной литературе он стал одним из символов староримских добродетелей.

## Начало карьеры
Гай Фабриций принадлежал к незнатному роду, вероятно, неримского происхождения, и при этом крайне бедному. Согласно Капитолийским фастам, его отец и дед носили тот же преномен — Гай. Рождение Гая Фабриция в историографии датируют приблизительно 313 годом до н. э. Его семья могла переселиться в Рим из земель герников вскоре после 306 года до н. э., когда большинство герников должно было принять римское гражданство. Первым из Фабрициев достигнув высших должностей (возможно, при поддержке патрицианского рода Эмилиев), Лусцин выдвинулся на ведущие позиции в сенате к 280 году до н. э., когда, по словам эпирского посла в Риме Кинея, его слово «было для римлян решающим».
В 282 году до н. э. Фабриций получил своё первое консульство. Его коллегой стал патриций Квинт Эмилий Пап. Фабриций в этом году защищал город Фурии от луканов и бруттиев. В большом сражении он полностью разгромил врага, так что 20 тысяч человек были убиты, а 5 тысяч, включая командующего Стация Статилия, попали в плен. Затем консул восстановил порядок в Регии, захваченном взбунтовавшимся кампанским легионом, а главных мятежников отправил в Рим на казнь. За свои победы Фабриций был удостоен триумфа и статуи.
В следующем году Фабриций всё ещё командовал армией на юге, когда тарентинцы напали на зашедшую в их гавань римскую эскадру, а потом заняли Фурии. Позже Гай Фабриций был отправлен в Тарент с жалобой, но всех послов, по словам Флора, «неприлично оскорбили, допустив бесчестье, о котором стыдно сказать».

## Пиррова война
Когда римская армия потерпела поражение от эпирского царя Пирра при Гераклее, Гай Фабриций обвинил в этом некомпетентное командование («Не эпироты победили римлян, а Пирр — Левина»). Затем он возглавил посольство к Пирру для переговоров о судьбе пленных; другими послами были Квинт Эмилий Пап и Публий Корнелий Долабелла. Царь пытался расположить его к себе, предлагая золото или даже часть своих владений (согласно Евтропию, четверть), но Гай Фабриций не принял никакие дары и отказался способствовать началу мирных переговоров. Источники сообщают, что Пирр, поражённый бескорыстием и благородством посла, тщетно склонял его оставить Рим и стать первым среди царских приближённых и полководцев. В конце концов царь отпустил пленных без выкупа. Историчность рассказа об этом посольстве подвергается сомнению.
Некоторые источники ошибочно утверждают, что второе поражение римлян от эпиротов произошло во время следующего консульства Гая Фабриция; Флор называет при этом вторым консулом Мания Курия Дентата, Плутарх — Квинта Эмилия Папа. В связи с этим сражением рассказывают историю о враче Пирра, предложившем римскому командованию отравить царя за вознаграждение. Гай Фабриций, возмущённый таким вероломством, предупредил Пирра о грозящей ему опасности. Согласно Плутарху, это произошло перед аускульским сражением; согласно Ливию, после него. Флор же в связи с этим сюжетом упоминает только Мания Курия.
Известно, что при Аускуле Гай Фабриций командовал в качестве легата одним из легионов и был ранен.

## Второе консульство и цензура
Согласно консульским фастам, Гай Фабриций получил второе консульство в 278 году до н. э., и снова совместно с Квинтом Эмилием Папом. Весной этого года Пирр отправился на Сицилию, чтобы начать войну с Карфагеном. Вероятно, предварительно царь смог заключить какое-то соглашение с Римом, так что и история с врачом-отравителем может быть отнесена именно к этому времени. Тем не менее, Фабриций использовал уход эпиротов, чтобы разбить луканов и самнитов. За эту победу он был удостоен второго триумфа.
В 275 году до н. э. Гай Фабриций стал цензором со своим бессменным коллегой Квинтом Эмилием. На этой должности он активно боролся за соблюдение законов о роскоши. Так, бывший диктатор и дважды консул Публий Корнелий Руфин был изгнан Фабрицием из сената «за то, что у него было десять фунтов серебряных изделий».
После смерти Гай Фабриций был похоронен внутри помериума, «за свою доблесть будучи освобождён от действия законов».

## Потомки
В античных источниках упоминаются только дочери Гая Фабриция. Сенату пришлось дать им приданое, потому что, по словам Валерия Максима, «отцовское наследие не оставило им ничего, кроме исключительной славы». Некто Гай Фабриций Лусцин был городским претором в 195 году до н. э. Он мог быть потомком (видимо, правнуком) консула, но незначительность этой фигуры вызывает у некоторых исследователей сомнения в столь славном её происхождении.

## Память
В более позднюю эпоху Гай Фабриций стал считаться одним из главных воплощений старинных римских добродетелей — благородства даже по отношению к врагам, бескорыстия, умеренности. Он фигурирует в ряде нравоучительных исторических анекдотов: отказывается сотрудничать с отравителем против смертельного врага Рима («Нам угодно, чтобы ты был невредим, дабы был тот, кого мы могли бы победить оружием»); отвергает возможность жить до конца дней в роскоши и почёте в качестве царского придворного; будучи «первым по должности в государстве, …равняется последнему бедняку», но тем не менее не берёт подношения своих клиентов самнитов; карает самых уважаемых людей Рима за несущественные нарушения закона; активно поддерживает ненавидимого им человека на консульских выборах, потому что он прекрасный воин, какой нужен Риму; одной фразой утверждает превосходство Рима над более утончённой Грецией.
Цицерон называет Фабриция в числе самых выдающихся триумфаторов.